# Évangile de Judas

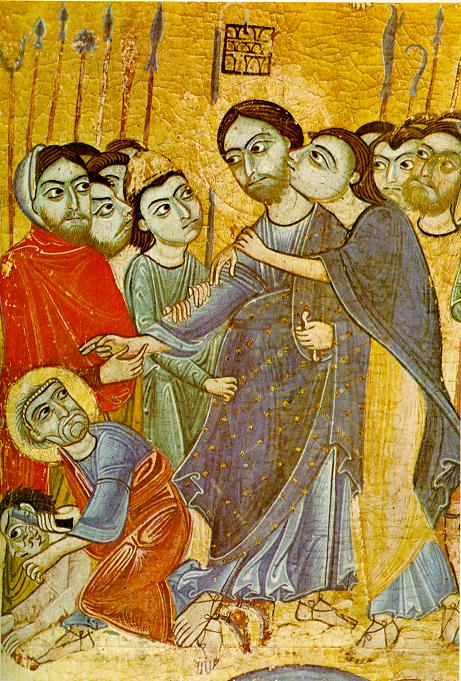
Le baiser de Judas Iscariote, anonyme XIIe siècle, Galerie des Offices, Florence

L'Évangile de Judas est un texte apocryphe (c’est-à-dire non reconnu par les Églises) du IIe siècle. Document du mouvement gnostique à l'intérieur du christianisme primitif, il apparut sur le marché, dans sa version en langue copte (IIIe siècle), dans les années 1970. En mauvais état et en partie démembré, ses pages 33 à 58 (du Codex Tchacos) sont aujourd'hui déposées à la Fondation Martin Bodmer à Genève.
De nos jours, un tiers environ du texte est connu. 

## Histoire
L'Évangile de Judas, apocryphe, a sans doute été composé dans la seconde moitié du IIe siècle : le combat de l'auteur, qui manifeste dans ce texte une visée polémique contre le clergé en constitution des communautés chrétiennes, est en effet impensable avant 140. Il est attesté dans une version copte du IIIe siècle qui pourrait être la traduction d'un texte grec encore plus ancien. Irénée, évêque de Lyon, fait mention d'un Évangile de Judas à la fin du IIe siècle dans son ouvrage Contre les hérésies : l’Évangile de Judas y est attribué à la secte gnostique des Caïnites.
L'Évangile de Judas est attesté par un manuscrit en papyrus de 26 pages écrit en sahidique (copte dialectal), datant du IIIe siècle ou du IVe siècle (entre 220 et 340 apr. J.-C.). Il fait partie d'un codex d'une soixantaine de feuillets (entre 62 et 66 suivant les sources) appelé « Codex Tchacos », contenant aussi deux autres textes apocryphes – l’Épître de Pierre à Philippe et la Première Apocalypse de Jacques – qui se trouvent également dans les manuscrits de Nag Hammadi. De nombreuses versions ont été données sur la découverte de ce codex : celle qui pourrait être vraisemblable rapporte qu'un paysan égyptien l'aurait exhumé vers 1978, lors de fouilles clandestines, dans un tell servant de tombe située dans le Djébel Qarara, à soixante kilomètres à l'ouest de la ville d'Al-Minya dans les sables du désert égyptien. Il se trouvait en apparence dans une boîte de pierre entreposée dans un sarcophage. Le paysan, ignorant de sa valeur, l'aurait vendu à un guide local qui le revend en 1979 à Hanna, un négociant en antiquités du Caire. Le codex est volé puis retrouvé miraculeusement par ce dernier qui l'aurait fait sortir frauduleusement d'Égypte pour le faire expertiser à Genève le 15 mai 1983 par plusieurs spécialistes dont Stephen Emmel (en) (élève du  professeur James M. Robinson) qui identifie la Lettre de Pierre à Philippe. Devant sa valeur, Hanna l'exporte aux États-Unis où il recherche des acheteurs éventuels. Il l'entrepose dans un coffre-fort de la Citibank de Long Island, près de New York. 
Le manuscrit demeure dans le coffre-fort de la Citibank pendant plus de seize ans, ce qui contribue à en détériorer l'état. Durant ce temps, il est proposé à la vente, mais aucune bibliothèque, et le gouvernement égyptien non plus, ne sont prêts à acquérir un manuscrit dont l'origine est discutable. Demandant plus de 3 millions de dollars, Hanna ne trouve pas d'acheteur, jusqu'à ce que le manuscrit soit acquis le 3 avril 2000 pour 300 000 dollars par Frieda Tchacos-Nussberger, antiquaire installée en Suisse. Elle le fait expertiser par des chercheurs de l'Université Yale, et ces derniers lui révèlent que le codex, déjà de grande valeur, contient l'Évangile de Judas. Elle le revend au collectionneur Bruce Ferrini pour 1,5 million de dollars, à défaut d'avoir pu faire affaire avec l'Université Yale. Ferrini n'ayant pas trouvé un accord avec des mécènes industriels intéressés pour obtenir cette somme, Mario J. Roberty, l'avocat de Tchacos, parvient à faire annuler la vente et crée en 2001 la Fondation Maecenas (en) chargée de la ré-authentification (dont la datation au carbone 14), de la restauration, de la traduction et de l’édition du papyrus (menée par l'archéologue et philologue Rodolphe Kasser), en partenariat financier avec la National Geographic Society.
L’Évangile de Judas a été publié en 2006 par la National Geographic Society et l'original exposé à Washington. Il était prévu que l'original devait être offert au gouvernement égyptien et déposé au Musée copte du Caire. Le codex cependant, toujours en cours de restauration et d'assemblage (des fragments ayant été volés avant l'achat), se trouve actuellement à Genève à la Fondation Martin Bodmer. En effet, selon Rodolphe Kasser, le codex contenait à l'origine 31 pages recto-verso ; cependant, lorsqu'il apparut sur le marché en 1999, seules 13 pages subsistaient.
Le lancement du texte intégral, à Pâques 2006, a été accompagné par des ouvrages grand public, traduisant le texte dans les langues contemporaines et racontant l'histoire de la découverte de l'œuvre.

## Contenu
Paul Verhoeven, le réalisateur, résume le texte en mettant l'accent sur la relation qui s'y révèle entre Jésus et Judas : « L'Évangile de Judas part du principe suivant : le seul disciple qui ait réellement compris Jésus était Judas Iscariote, le traître bien connu. […] Selon cet évangile, Jésus dit à Judas qu'il [Judas] a été choisi "pour offrir en sacrifice l'enveloppe humaine qui L'entoure [qui entoure Jésus]". En d'autres mots, en trahissant Jésus, Judas fait en sorte qu'il soit arrêté et crucifié, ce qui était précisément l'objectif de Dieu. […] Judas devient ainsi un pion dans le grand dessein de Dieu. »
L'ouvrage, tel que publié en 2006, et complété par quelques lignes retrouvées en 2008, se présente moins comme un texte narratif que comme un texte à contenu « philosophique » ou gnostique. Il consiste essentiellement en une brève présentation par Jésus, à Judas, d'une variante du gnosticisme séthien : engendrement, par le Grand Esprit invisible (la divinité véritable et fondamentale), d'une série d'entités divines, les éons : l'Auto-Engendré, Barbélo, Adamas, Seth, etc., jusqu’à la Chute provoquée par Sophia. On reconnaît les traditionnelles sources gnostiques : astrologie mazdéenne, platonisme, pythagorisme… Le démiurge négatif est nommé ici Saklas. Le texte semble appeler les disciples de Jésus à se défier des sacrifices humains, faits en son nom, au Dieu de cette « génération-ci ». Selon P. Verhoeven, qui renvoie au Reading Judas de Karen L. King, ce serait l'idée du martyre chrétien qui serait ici prise pour cible et critiquée.
La phrase-clef qui permet d'identifier ce manuscrit à « l'Évangile de Judas » dont parle Irénée de Lyon est cette citation attribuée à Jésus : « Tu sacrifieras l'homme qui me sert d'enveloppe charnelle. » Pour condamner cette « justification » de la « trahison » de Judas, Irénée de Lyon cite en effet cette même phrase en l'attribuant à l'Évangile de Judas, dans son ouvrage Contre la gnose au nom menteur, plus connu sous le nom de Contre les hérésies.

## Interprétations
Très logiquement, s’agissant d’un texte gnostique, les premiers éditeurs (ceux du National Geographic) y voient une défense de Judas contre les autres apôtres et de la Gnose contre  les courants chrétiens dominants. Selon l'hypothèse émise par cette équipe éditoriale, et largement reprise par les médias, le texte présenterait une interprétation originale de la trahison de Jésus par Judas, un de ses apôtres : Tu les surpasseras tous, car tu sacrifieras l’homme qui me sert d’enveloppe charnelle. En dénonçant Jésus, il aurait été le seul de ses disciples à avoir vraiment compris le message qu’il voulait véhiculer. Disciple bien-aimé de Jésus, il aurait eu la plus difficile des missions à accomplir : le livrer aux Romains. En agissant ainsi, il aurait donc suivi une demande de ce dernier, qui lui permit de faire le sacrifice ultime pour la rédemption du monde. Cette « justification » de Judas, dénoncée dès son origine par Irénée de Lyon, serait donc bien d'origine gnostique.
La thèse de l'équipe éditoriale du National Geographic est cependant critiquée dans la communauté scientifique. À ce sujet, s'est tenu un congrès international à l'Université Rice de Houston du 13 au 16 mars 2008. La majorité des participants à ce congrès, dont certains membres de l'équipe éditoriale du National Geographic, ont souligné que la figure de Judas n'avait rien de positif dans l'Évangile de Judas. Il y est plutôt présenté comme étant un être sous l'emprise de son destin et sous l'emprise des astres (45, 13). Il est qualifié de « treizième daimon » (44, 20), de « treizième » (46, 20) et il est celui qui gouvernera sur ceux qui le maudissent (46, 21-23). Ce gouvernement de Judas s'exercera par l'entremise de son étoile (ou de son astre) sur le treizième éon (55, 10-11). C'est cet aveuglement de Judas qui le poussera à commettre le sacrifice le plus vil qui soit : Sacrifier l'enveloppe charnelle de son maître et l'offrir au dieu Saklas.
L'équipe du National Geographic et les médias ont insisté sur le fait qu'il est dit à la fin de l'Évangile de Judas qu'il surpassera les autres. Or, le contexte immédiat indique que ceux que Judas surpassera ne sont pas ceux qui suivent Jésus, mais plutôt ceux qui présentent et offrent en son nom des sacrifices au dieu Saklas (56, 12-13). Il y a le livre d'April DeConick, professeur à l'Université Rice (The Thirteenth Apostle, 2007, 2e édition révisée juin 2009 ; traduction française utilisant les nouveaux éléments introduits dans la 2e édition révisée, novembre 2008), ainsi que les articles de Louis Painchaud et d'André Gagné publiés dans la revue Laval théologique et philosophique. 
Chez les anciens, on peut noter le jugement d'Épiphane de Salamine qui, dans son Panarion (1,31), affirme que cet évangile fait partie des écritures de la secte gnostique des Caïnites. Il réagit à l'apologie que cet écrit fait de Judas en s'appuyant sur le texte des évangiles canoniques, eux-mêmes fondés sur une lecture prophétique de l'Ancien Testament. Or certains gnostiques avaient précisément comme règle herméneutique de détacher le Nouveau Testament de ses racines juives. C'est peut-être le cas de l'Évangile de Judas : en justifiant Judas, ils mettent à mal tout ce que les chrétiens ont compris du drame de l'apôtre à partir de leur méditation des livres prophétiques et des Psaumes.